# Duncan Cumming
Général de division Sir Duncan Cumming, KBE , CB (10 août 1903 - 10 décembre 1979) est un administrateur colonial britannique du XXe siècle. En 1930, il épouse Nancy Acheson Houghton (décédée en 1971); ils ont une fille, l'auteur Ann Schlee (en) (née en 1934).

## Éducation
Cumming fréquente la Giggleswick School dans le West Riding of Yorkshire et le Caius College de Cambridge, où il étudie l'histoire. Pendant son séjour à Cambridge, il joue au rugby pour l'Angleterre en 1925.

## Carrière
De Cambridge, Cumming rejoint le service politique du Soudan. En 1941, il est envoyé en Érythrée lorsqu'elle est conquise pendant la Seconde Guerre mondiale, pour établir l'administration militaire britannique. Il devient administrateur en chef de la Cyrénaïque en 1942. En 1945, il devient officier en chef des affaires civiles, Moyen-Orient, en tant que major-général responsable du War Office, 1945-1948. À partir de 1948, les administrations militaires sont transférées au ministère des Affaires étrangères sous son influence. Il devient gouverneur de la province de Kordofan, Soudan, 1949 et secrétaire civil adjoint du gouvernement soudanais, 1950–51 .
Pendant et après la guerre, il est responsable de l'administration civile de toutes les colonies italiennes occupées au Moyen-Orient, dont l'Érythrée fait partie . Par la suite, il travaille pour la BOAC en tant que directeur général d'Associated Companies Ltd, 1955–59 et conseiller pour les affaires africaines, 1959–64 . Il est aussi un biographe du voyageur Mansfield Parkyns.
Cumming est anobli en 1953 . Il est trésorier honoraire de la Royal Geographical Society (1971-1974) et président (1974-1977). Il est président de la Société des études libyennes (1969-1974) . Il est membre de la Mount Everest Foundation de 1971 à 1977 et du British Institute in Eastern Africa.